# 倉富佑也
倉富 佑也（くらとみ ゆうや、1992年10月14日）は、日本の実業家。
フォーブス誌 30 Under 30 Asia（2019）を受賞。

## 来歴
早稲田大学高等学院を卒業後、早稲田大学政治経済学部に進学。大学在学中の2013年、GMOサイバーセキュリティ byイエラエ株式会社（旧称：ココン株式会社、株式会社イエラエセキュリティ）を創業。
2022年に、GMOインターネットグループ株式会社が、株式会社イエラエセキュリティの議決権所有割合の50%を92億円で買収することを発表した。

## テレビ出演
- Newsモーニングサテライト「常識をくつがえす起業家たち(３) セキュリティーで世界へ」（2018年7月27日、テレビ東京）[6]